# Trip to Moscow
Trip to Moscow — второй студийный альбом советско-американского трубача Валерия Пономарёва, выпущенный в 1988 году на лейбле Reservoir Records. Альбом был записан в том же году на студии Van Gelder Recording при участии тенор-саксофониста Ральфа Мура, пианиста Ларри Уиллиса, басиста Денниса Ирвина и барабанщика Виктора Джонса.
Композиции для альбома написал сам Пономарёв под впечатлением от того, что происходило в СССР в тот период: «Все мелодии уходят корнями в джазовую музыку. Они не имеют реального русского звучания. Это просто мои эмоции или размышления о том, каким будет Советский Союз, когда я вернусь туда спустя 15 лет и спустя столько изменений».

## Отзывы критиков
| Оценки критиков                   | Оценки критиков |
| Источник                          | Оценка          |
| --------------------------------- | --------------- |
| AllMusic                          | [ 2 ]           |
| The Encyclopedia of Popular Music | [ 3 ]           |
| The Penguin Guide to Jazz         | [ 4 ]           |

В своём обзоре для AllMusic Скотт Яноу назвал альбом «отличной прогулкой», заявив: «Для своего второго сета Reservoir трубач Валерий Пономарёв исполняет шесть своих оригинальных композиций, которые посвящены различным аспектам российской родины, откуда он эмигрировал 15-ю годами ранее… музыка в основном строго хард-боп, довольно доступная и хард-свингующая».

## Список композиций
Вся музыка написана Валерием Пономарёвым, за исключением отмеченных.
1. «Same Place, Same Time» — 8:03
2. «Gettin' to Bolshoi» — 7:42
3. «Gorky Park» — 8:06
4. «Trip to Moscow» — 9:16
5. «For You Only» — 7:59
6. «The Best Thing for You» (Ирвинг Берлин) — 4:36
7. «Tell Me When/Skazshi Kagda» — 8:59

## Участники записи
- Бас-гитара — Деннис Ирвин
- Звукорежиссёр — Руди Ван Гелдер
- Тенор-саксофон — Ральф Мур
- Труба — Валерий Пономарёв
- Ударные — Виктор Джонс
- Фортепиано — Ларри Уиллис

Все данные взяты из примечаний к альбому